# G350.1-0.3
G350.1-0.3 —llamado también SNR G350.1-00.3  y AJG 63— es un resto de supernova situado en la constelación de Escorpio.  Fue descubierto como radiofuente no térmica en 1973 comparando observaciones a 408 MHz del radiotelescopio Molonglo con observaciones a 5000 MHz del radiotelescopio Parkes.

## Morfología
G350.1−0.3 exhibe una morfología asimétrica infrecuente en diferentes longitudes de onda.
En banda de radio tiene forma alargada y distorsionada. En concreto, a 4,8 GHz se aprecia una barra horizontal, que coincide con la parte norte de la cáscara que se observa en rayos X. A su vez, parece no haber emisión de radio proveniente de la región sur.
En rayos X, un grumo muy brillante de forma alargada en el este domina la morfología general, siendo la emisión débil en el resto del objeto. La explicación más probable de esta emisión grumosa brillante es que proviene de la interacción entre el material eyectado caliente, rico en metales, y una nube molecular. 
La sorprendente asimetría de G350.1-0.3 se ve reforzada considerando el sitio donde se cree que se produjo la explosión de la supernova: de acuerdo con esto, solo la «mitad» este del remanente —que se propaga rápidamente— parece ser visible, mientras que la supuesta mitad oeste, si está presente, permanece casi sin ser detectada. También se ha constatado que, si se descarta la brillante parte este, el resto de G350.1−0.3  parece formar una cáscara casi circular incompleta, centrada en el lugar inferido donde se produjo la explosión.
La explicación de ello es que el material circunestelar alrededor de G350.1−0.3 es muy heterogéneo: probablemente exhibe
un gradiente de densidad de este a oeste con un significativo aumento local de densidad en el este.
Ello provoca una diferente velocidad de expansión en esta última región, que se manifiesta en la forma «doblada hacia fuera» que tiene la onda de choque. 
Por ello, se piensa que la verdadera extensión de este resto de supernova es necesariamente mayor que lo que aparece en rayos X, con un radio de al menos 3,5 segundos de arco.
Adicionalmente, se ha encontrado una anomalía significativa en cuanto a la abundancia de níquel en G350.1-0.3: la relación entre este elemento y el hierro (Ni/ Fe) es unas doce veces mayor que el valor solar.
Por otra parte, el brillante grumo al este del remanente tiene su equivalente en el infrarrojo medio a 24 μm, probablemente originado por polvo impactado por la interacción del material eyectado con una nube molecular.

## Remanente estelar
Se piensa que la brillante fuente de rayos X XMMU J172054.5−372652, ubicada a 3 segundos de arco al oeste de la región de emisión dominante, es el objeto central compacto (CCO) de este resto de supernova. Se ha detectado que este remanente estelar se mueve lentamente hacia el norte, aunque dicha medida tiene una incertidumbre significativa.

## Edad
La nube molecular que interacciona con G350.1-0.3 ha permitido evaluar la distancia a la que se encuentra este resto de supernova, en torno a 4500 pársecs.
Asimismo, su edad se ha estimado entre 600 y 1200 años, por lo que sería el resto de una de las supernovas más recientes, anterior solo a Casiopea A y Kesteven 73, y con una edad comparable a la de la nebulosa del Cangrejo y G330.2+1.0.
En consecuencia, cabe preguntarse si la supernova que originó este resto pudo ser visible desde la Tierra. Sin embargo, teniendo en cuenta la extinción interestelar que experimentaría su luz y la magnitud absoluta máxima de una supernova de colapso de núcleo (CC), a 4500 pársecs su magnitud aparente habría sido de aproximadamente +18, por lo que es muy improbable que se hubiera podido observar a simple vista.